# 페르민 로페스
페르민 로페스 마린(스페인어: Fermín López Marín, 2003년 5월 11일 ~ )는 스페인의 축구 선수로 현재 FC 바르셀로나에서 미드필더로 뛰고 있으며 2024년 하계 올림픽 금메달리스트이다.

## 수상

### 클럽
FC 바르셀로나
- 라리가 : 준우승 (2023-24)
- 수페르코파 데 에스파냐 : 준우승 (2024)
- 코파델레이 : 우승 (2025)

### 국가대표팀
스페인
- UEFA 유럽 축구 선수권 대회 : 우승 (2024)

 스페인 U-23
- 하계 올림픽 : 금메달 (2024)